# Das Lied vom Leben
Das Lied vom Leben ist ein deutscher Spielfilm aus dem Jahre 1931 von Alexis Granowsky.

## Handlung
Hamburg, zu Beginn der 1930er Jahre. Der alte, wohlhabende Baron von Hammen lädt angesichts seiner anstehenden Vermählung mit der jungen Erika Walter zu einer Verlobungsfeier ein. Erika ist jedoch nur deshalb bereit, diese Verbindung einzugehen, da sie blanke finanzielle Not in diese Ehe treibt. Während der Festivität erkennt die junge Frau, welchen Irrweg sie zu gehen droht und erkennt die Verlogenheit und Falschheit dieses großbürgerlichen Ambientes vermeintlicher Wohlanständigkeit. Erika flieht: Vor dem ungeliebten Mann, vor den anstehenden gesellschaftlichen Zwängen und vor der Verantwortung gegenüber dem eigenen Leben.
An der Elbe angekommen, will sie sich in selbstmörderischer Absicht ins Wasser stürzen. Da kommt ein junger Mann namens Igor dazu und hält sie von dieser Verzweiflungstat ab. Er hält ihr eine Standpauke, ein flammendes Plädoyer für das Leben und für die Liebe. Die beiden jungen Leute kommen zusammen, und bald ist Erika schwanger. Die Geburt ihres Kindes verläuft mit Komplikationen, erst mit einem Kaiserschnitt kann ihr Baby zur Welt gebracht werden. Die schwere Geburt führt beinah zum Tode Erikas, doch als sie ihren Jungen zum ersten Mal sieht, sind alle Schmerzen vergessen und sie weiß, dass sie einen durchsetzungsfähigen Erdenbürger großziehen wird.

## Produktionsnotizen und Zensurprobleme
Das Lied vom Leben entstand im Winter 1930/31 in Hamburg (Außendrehorte Elbbrücken und der Tierpark Hagenbeck, wo die Tieraufnahmen aufgenommen wurden). Ein weiterer Drehort war das Cecilienhaus in Berlin-Charlottenburg, wo unter der Leitung des Gynäkologieprofessors Wilhelm Liepmann (1878–1939) die Geburtsszenen aufgenommen wurden. Die Tonaufnahmen leitete Hans Conradi. Hanns Eisler steuerte Liedbeiträge unter dem Pseudonym H. Adams bei.
Der Film passierte die Erstzensur am 10. März 1931 und wurde mit Bescheid vom 18. März 1931 lediglich zur Vorführung „in geschlossenen vor Ärzten und Medizinbeflissenen zugelassen“. Dagegen wurde Protest eingelegt und Das Lied vom Leben erneut der Zensur vorgelegt. Die entschied am 13. April 1931 die allgemeine Zulassung, allerdings verbunden mit einem Jugendverbot. Zuvor mussten einige wenige Szenen, darunter die Präsentation eines Kaiserschnitts, entfernt werden. Die Uraufführung erfolgte am 24. April 1931 in den Terra-Lichtspielen in Berlins Mozartsaal. Als in München für den 1. Oktober 1931 die Aufführung des Films angesetzt wurde, hat die Polizeidirektion der bayerischen Landeshauptstadt dies unterbunden und angeregt, den Widerruf der Zulassung des Films zu beantragen. Daraufhin mussten weiteren Szenen (sog. Bananenszenen, Darstellung von einem menschlichen Skelett und einem Totenkopf) entfernt werden.
Im April 1932 gab es eine erneute Prüfung, dieses Mal mit erheblichen Eingriffen: Entsprechend den Zensurauflagen wurde der Film von ursprünglich 1527 Metern auf 1085 Meter gekürzt (was einer Filmdauer von knapp 40 Minuten entsprach).

## Rezeption
Paimann’s Filmlisten resümierte: „Es ist für diesen Film bezeichnend, daß sein stärkster Eindruck von einem Detail (Kaiserschnittoperation) ausgeht, das eigentlich Fremdkörper in der zerflatternden, ein Mosaik von Episoden, Bildpassagen und symbolischen Details bildenden  Handlung ist. Vorher nach wirkungsvoller Exposition ein Übermaß von Regiespielereien: Trickbilder, Prismenaufnahmen, Montageszenen. Glänzend hingegen die Veranschaulichung der Präzision einer modernen Operation, die Komposition von Landschafts- und Werkbildern, Spielszene, sie ergänzender Musik, gleich exaktem Bild- und Tonschnitt. Nur zwei Hauptdarsteller, in ihrem herben, verhaltenen Spiel in den gegebenen Rahmen passend. Schließlich Songs, welche, die Ereignisse resumierend, deren tieferen Sinn unterstreichen. (…) Trotz alles Verständnisses und aller Würdigung für Avant-Garde-Werke ist doch über die Frage nicht hinwegzukommen, ob man hier, in dem Bestreben um jeden Preis Apartes, Ungewöhnliches zu bieten, nicht zu weit gegangen [ist]. Jedenfalls ein … unbedingt beachtenswerter Kulturfilm.“
Die Österreichische Film-Zeitung schrieb über den Film nach der Berliner Premiere: „Der Film befaßt sich in vielfach symbolischer Form mit dem menschlichen Leben, mit seinen natürlichen, hauptsächlichen, entscheidenden Stationen: Geburt, Liebe, Trennung, Altern. Eine Spielhandlung rollt, als Beispiel, vorüber. (…) In die Handlung eingestreut sind, als Gegenüberstellung, Aufnahmen und Szenen aus dem Leben verschiedener Tiere, in deren Spielen, rührend in ihrer selbstverständlichen Unbefangenheit, der Sinn des Lebens noch erkennbar ist.“

„Dieser Film ist ein Gedicht. Jeder Akt ist eine Strophe, streng in sich geschlossen, meisterhaft durchgearbeitet. Über der Leistung des Autors, des Komponisten, der Schauspieler und der Techniker steht hier wieder die Leistung des Regisseurs. Die andern bieten nur das Rohmaterial, aus dem der Regisseur, als der wahre Komponist des ‹Liedes vom Leben› sein Werk formt. Und Granowsky hat sich diesmal als genialer Filmkomponist erwiesen. Sein Lied vom Leben ist der erste vollkommen vom Theater losgelöste, mit neuen Ausdrucksmitteln gestaltete Tonfilm. Hier legt nun zum erstenmal die neue Kunst des Tonfilms dichterisch Zeugnis ab vom Leben dieser Zeit.“